# Deerfield (Kansas)
Deerfield é uma cidade localizada no estado americano de Kansas, no Condado de Kearny.

## Demografia
Segundo o censo americano de 2000, a sua população era de 884 habitantes.
Em 2006, foi estimada uma população de 878, um decréscimo de 6 (-0.7%).

## Geografia
De acordo com o United States Census Bureau tem uma área de
1,2 km², dos quais 1,2 km² cobertos por terra e 0,0 km² cobertos por água. Deerfield localiza-se a aproximadamente 898 m acima do nível do mar.

## Localidades na vizinhança
O diagrama seguinte representa as localidades num raio de 52 km ao redor de Deerfield.